# Heinrich Gerhard Heineken
Heinrich Gerhard Heineken (* 16. Januar  1801 in Bremen; † 31. Januar 1874 in Bremen) war ein Jurist und Bremer Senator.

## Biografie
Heineken war der Sohn des Arztes, Stadtphysicus  und Professors Johannes Heineken (1761–1851) und seiner Frau Johanne (1767–1813).
 
Er war verheiratet mit der Weinhändlertochter Maria Caroline Antonia Elisabeth Poll (1810–1840) sowie in 2. Ehe mit Caroline Anna Catharina Piepenberger. Der bedeutende Bremer Bürgermeister Christian Abraham Heineken war sein Onkel.
Heineken absolvierte seine Schulzeit in Bremen und studierte ab 1820 Rechtswissenschaften an der Universität Göttingen, ab 1821 an der Universität Heidelberg und der Universität Jena, und er promoviert 1823 in Göttingen zum Dr. jur. Er war als Advokat in Bremen tätig.
 
Von 1837 bis 1849 war er als Nachfolger von Arnold Gerhard Deneken Bremer Senator; zeitweise leitete er dabei das Polizeiwesen. Er zählt zu einer frühen liberalen Bewegung in Bremen, zu der auch der Redakteur Carl Ludwig Iken und die Anwälte Karl Theodor Oelrichs, Wilhelm Focke (1805–1865) und Hinrich Gerhard Schumacher gerechnet wurden. 1849 wurde er dann Präsident des Handelsgerichts Bremen.